# Lac Chassignolle
Pour les articles homonymes, voir Chassignolle.
Le lac Chassignolle est un plan d'eau douce situé dans la municipalité de Preissac, dans la municipalité régionale de comté (MRC) de l'Abitibi, dans la région administrative de l'Abitibi-Témiscamingue, au Québec, au Canada.
La foresterie s'avère la principale activité économique du secteur ; les activités récréotouristiques en second, à cause de la connexité des lacs Fontbonne, Preissac et Cadillac. En sus, les rivières avoisinantes permettent à la navigation de plaisance d’aller encore plus loin.
Annuellement, la surface du lac est généralement gelée de la mi-novembre à la fin avril, néanmoins, la période de circulation sécuritaire sur la glace est habituellement de la mi-décembre à la mi-avril.

## Géographie
Les bassins versants voisins du lac Chassignolle, sont :
- côté nord : rivière La Pause, rivière Fréville, rivière Kinojévis, rivière Villemontel ;
- côté est : lac Malartic, lac Preissac, lac Cadillac (lac Preissac) ;
- côté sud : rivière Bousquet, rivière Darlens, rivière Kinojévis, rivière des Outaouais ;
- côté ouest : rivière Villemontel.

Ce plan d’eau épouse la forme d’un papillon en vol. L’embouchure du lac Chassignolle est situé à 42,5 km à l’Est du centre-ville de Rouyn-Noranda ; à 7,6 km au Nord-Ouest de la voie ferrée du Canadien National ; à 28,5 km au Sud-Ouest de l’embouchure du lac Malartic ; et à 40,5 km au Sud-Ouest du centre-ville d’Amos. D’une superficie de 19 km2, le lac Chassignolle est connexe au lac Preissac, situé à l’Est. Ce dernier lac se déverse par le Nord dans la rivière Kinojévis laquelle constitue un affluent de la rive Nord de la rivière des Outaouais.

## Toponymie
Cet hydronyme est indiqué dans le Dictionnaire des rivières et lacs de la province de Québec (1925). Cet hydronyme évoque l’œuvre de vie du sieur Chassignol, capitaine du régiment de Guyenne. La graphie du toponyme a connu deux variantes : Chassignole et Chassignol. Les Amérindiens ont désigné ce plan d’eau Kewagama d’une signification inconnue.
L'hydronyme "lac Chassignolle" a été officialisé le 5 décembre 1968 à la Commission de toponymie du Québec, soit à la création de la Commission.